# Georg Friedrich Knapp
Georg Friedrich Knapp, född 7 mars 1842 i Giessen, död 20 februari 1926 i Darmstadt, var en tysk statistiker och nationalekonom; son till Friedrich Ludwig Knapp.
Knapp var från 1867 chef för Leipzigs statistiska byrå och var 1874-1919 ordinarie professor i juridisk-statsvetenskapliga fakulteten i Strassburg. Efter att Tyskland 1919 förlorat Elsass-Lothringen var han bosatt i Darmstadt.
Med användning av den högre matematiken författade han Ermittelung der Sterblichkeit (1868), Die Sterblichkeit in Sachsen (1869) och Theorie des Bevölkerungswechsels (1874). Till det nationalekonomiska området hör bland annat Die Bauernbefreiung und der Ursprung der Landarbeiter in den älteren Teilen Preussens (två band, 1887) och Staatliche Theorie des Geldes (1905). Åren 1886-1919 utgav han "Abhandlungen aus dem staatswissenschaftlichen Seminar zu Strassburg".